# 圣普里 (索恩-卢瓦尔省)
圣普里（法語：Saint-Prix，法語發音：[sɛ̃ pʁi] ⓘ）是法国索恩-卢瓦尔省的一个市镇，属于欧坦区。

## 地理
圣普里（46°57'22"N, 4°4'19"E）面积34.14 平方千米，位于法国勃艮第-弗朗什-孔泰大區索恩-卢瓦尔省，该省份为法国中部省份，北起顺时针与科多尔省、汝拉省、安省、罗讷省、卢瓦尔省、阿列省和涅夫勒省接壤。
与圣普里接壤的市镇（或旧市镇、城区）包括：阿尔勒夫、格吕昂格莱讷、圣莱热苏伯夫赖。

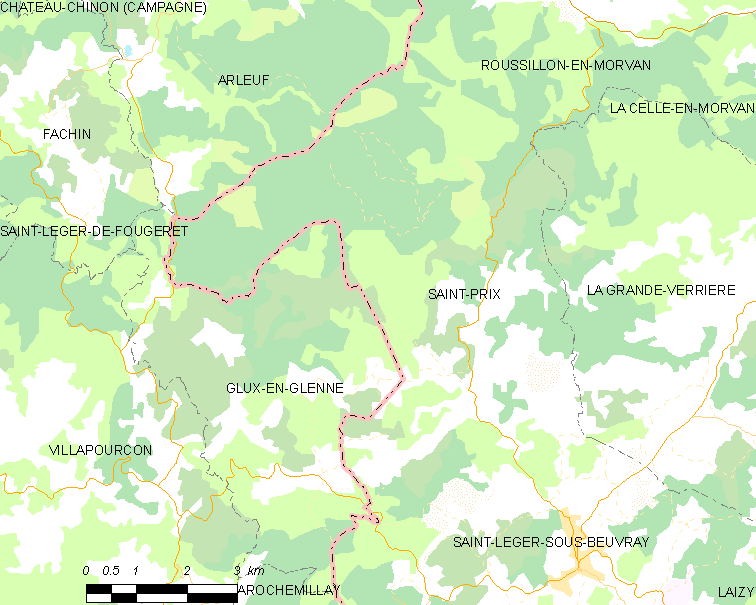
的OSM定位图

圣普里的时区为UTC+01:00、UTC+02:00（夏令时）。

## 行政
圣普里的邮政编码为71990，INSEE市镇编码为71472。

## 政治
圣普里所属的省级选区为欧坦第二县。

## 人口

1962-2008年间人口变化图示

圣普里于2022年1月1日时的人口数量为201人。